# Moyen-Chari
Le Moyen-Chari est une des 23 régions du Tchad créée à la suite du décret N° 419/PR/MAT/02 dont le chef-lieu est Sarh.

## Situation
La région est située au sud du pays, elle est frontalière de la République centrafricaine
| Chari-Baguirmi, Tandjilé | Guéra       |                   |
| Mandoul                  | Moyen-Chari | Salamat           |
| Ouham                    |             | Bamingui-Bangoran |

## Subdivisions
La région du Moyen-Chari est divisée en 3 départements :
| Département | Chef-lieu | Sous-préfectures                                                                 |
| ----------- | --------- | -------------------------------------------------------------------------------- |
| Barh Kôh    | Sarh      | Sarh, Korbol, Koumogo, Moussa Foyo, Balimba                                      |
| Grande Sido | Maro      | Maro, Danamadji, Djéké Djéké, Sido                                               |
| Lac Iro     | Kyabé     | Kyabé, Bohobé, Boum Kebbir, Ngondeye, Roro, Baltoubaye, Dindjebo, Alako, Singako |

## Démographie
La population de la région était de 115 000 habitants en 1990 (RGPH).
Les groupes ethnico-linguistiques principaux sont les Sara Sar. On trouve aussi des Daï, des Sarah-Kaba, des Tounia...

## Économie
Cultures vivrières, élevage, pêche, coton, canne à sucre.

## Administration
Liste des administrateurs :
Préfets du Moyen-Chari (1960-2002)
- 1960 : xx
- xx-1998 : Ngrabé Ndôh

Gouverneurs du Moyen-Chari (depuis 2002)
- xx-2005 : Danyo Ndokédi
- 2005-2006 : Weidding Assi Assoué
- 2006- : Hamid Guerdi Moukou
- 29 juin 2007 : Mornadji Mbaïssanabé Kar-Ouba

## Politique
Liste des députés :
- Félix Romadoumngar